# Espectrógrafo

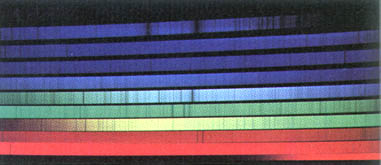
espectrofotogrametria, este é um exemplo de exame espectrofotográfico da luz do Sol conhecido como diagrama de Fraunhofer

O espectrógrafo é um instrumento que dispersa a luz de um objeto em seus comprimentos de onda componentes para que possa ser analisado e registrado por meio de uma fotografia. O instrumento tem uma estrutura muito semelhante ao espectroscópio, mas há uma pequena diferença. A diferença entre um espectrógrafo e um espectroscópio é que o primeiro tem uma placa fotográfica enquanto o segundo tem uma lente na qual pode medir os componentes da cor.
Existem diversos tipos destes aparelhos, os de física, destinados a medir a espectrofotogrametria ou espectroscopia de feixes luminosos visíveis ou não; os de astrofísica, similares aos primeiros, cuja energia luminosa medida é de origem estelar; os de química, divididos em dois tipos, de chama, que faz a medição de elementos com testes destrutivos de amostras, o de absorção atômica por feixe luminoso (não destrutivo de amostra), este ainda dividido em diversos tipos; os principais são: o de geração de energia luminosa por lâmpada de arco voltaico, geração de energia luminosa por lâmpada de filamento e o de geração de energia luminosa por lâmpada de vapor de deutério. Não podem ser excluídos também os espectrógrafos de absorção atômica a Laser, além de outros não citados utilizados em análises clínicas e físico-químicas.

Decomposição da luz por meio de um prisma.

A luz que entra em um espectrógrafo pode ser dividida ou dispersada em um espectro por um dos dois meios, usando um prisma ou uma grade de difração. Quando Newton dividiu a luz em um espectro na década de 1660, ele usou um prisma de vidro para observar as cores que compunham o espectro. Este efeito surge devido ao fato de que os diferentes comprimentos de onda da luz também têm frequências diferentes. À medida que passam por um prisma, sofrem refração, uma mudança na velocidade devido à mudança no meio. Se a luz incidir no prisma em um ângulo diferente de 90 °, ela também mudará de direção. A luz vermelha tem um comprimento de onda maior que a luz azul, então seu ângulo de refração é menor, tanto na entrada quanto na saída do prisma. Isso significa que é dobrado menos. A luz que emerge do prisma é dispersa conforme mostrado esquematicamente no diagrama abaixo.

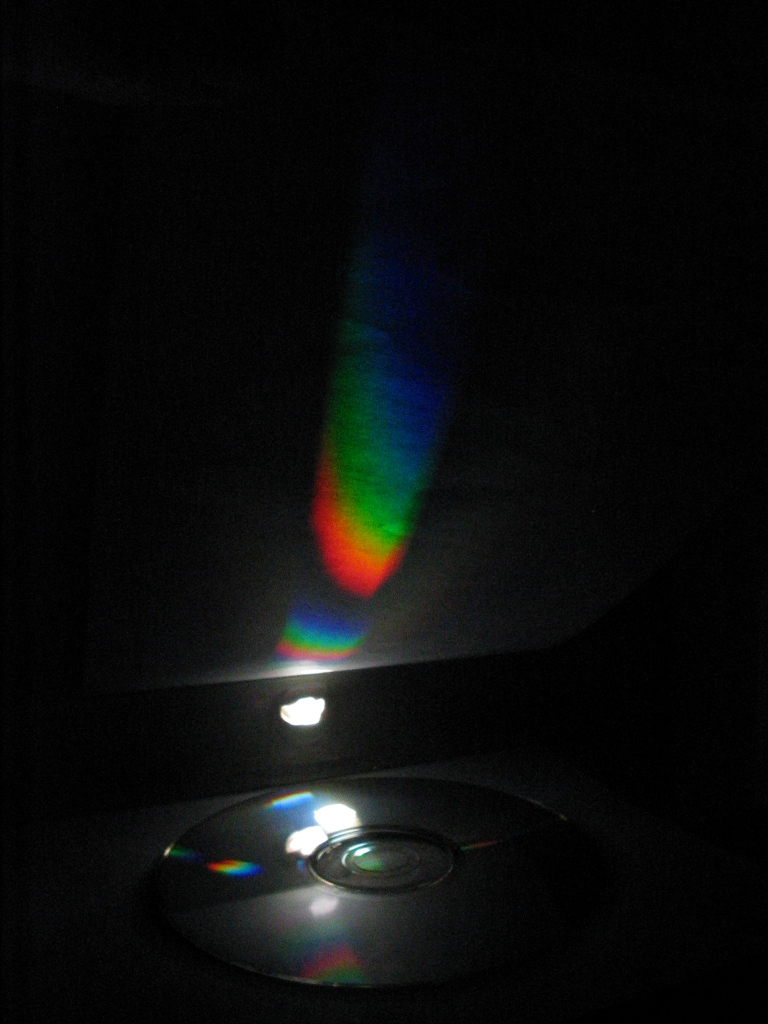
Fenômeno de refração num CD.

A maioria dos espectrógrafos astronômicos usa grades de difração ao invés de prismas. As redes de difração são mais eficientes que os prismas que podem absorver parte da luz que passa através delas. Como cada fóton é precioso quando se tenta pegar um espectro de uma fonte fraca, os astrônomos não gostam de desperdiçá-los. Uma grade de difração tem milhares de linhas estreitas sobre uma superfície de vidro. Ele reflete em vez de refratar a luz, portanto, nenhum fóton é perdido. A resposta de uma grade também é linear, enquanto um prisma dispersa a luz azul muito mais do que na parte vermelha do espectro. Grades também podem refletir a luz nas bandas de onda UV, ao contrário de um prisma de vidro que é opaco aos raios UV. Um exemplo comum de uma grade de difração é um CD onde as fossas que codificam a informação digital atuam como uma luz gradeada e dispersa em um espectro colorido.

## A estrutura de um espectrógrafo

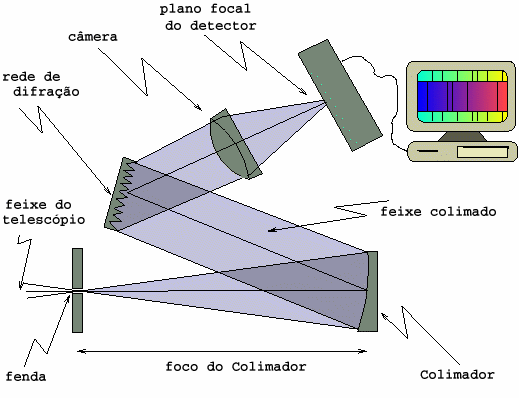
A estrutura de um espectrógrafo e o comportamento da luz de sua entrada no instrumento até o final da análise

A fenda limita a luz que entra no espectrógrafo, atuando como uma fonte pontual de luz a partir de uma imagem maior. Isso permite que sejam obtidos vários espectros de diferentes regiões de uma fonte, como uma galáxia ou uma estrela específica no campo de visão do telescópio. A luz é então colimada antes de atingir uma grade de difração. Isso dispersa a luz em comprimentos de onda que podem então ser focalizados por um espelho de câmera em um detector, normalmente é utilizado um dispositivo de acoplamento carregado (charged-couple device; CCD). Ao girar a grade, diferentes partes do espectro disperso podem ser focadas na câmera. A lâmpada de comparação é vital, por fornecer linhas espectrais de comprimento de onda conhecido (por exemplo, sódio ou néon) em repouso em relação ao espectrógrafo, permitindo que o espectro da fonte seja analisado.
Os primeiros espectrógrafos usaram papel fotográfico como detector. A classificação espectral da estrela e a descoberta da sequência principal, a lei de Hubble e a sequência de Hubble foram todas feitas com espectrógrafos que usaram papel fotográfico. O fitocromo do pigmento da planta foi descoberto usando um espectrógrafo que usou plantas vivas como detector. Espectrógrafos mais recentes usam detectores eletrônicos, como os CCDs, que podem ser usados tanto para luz visível quanto para luz UV.